# Palm Hills Developments
Palm Hills Developments S.A.E. ist ein ägyptisches Unternehmen mit Sitz in Kairo. Es ist der führende  Immobilienentwickler Ägyptens und hat sich auf die Entwicklung und Förderung von Immobilienvermögen (Wohngebäude, Gewerberäume, Resort Projekte) spezialisiert. Das Unternehmen verfügt (Stand 2023) über ein Portfolio von 34 Projekten in Ost- und Westkairo, Alexandria, der ägyptischen Mittelmeerküste und der Küste am Roten Meer.
Die Tätigkeit der Gruppe ist in drei Sektoren organisiert:
- Verkauf von Baugrundstücken
- Bauleistungen
- Verkauf von Immobilienvermögen
Im Jahr 2024 wurde das Unternehmen auf Platz 22 der Forbes-Liste der 50 wertvollsten Unternehmen in Ägypten geführt.
Es ist Mitglied im EGX 30 Index an der Egyptian Exchange. Mehrheitsaktionär ist die El Mansour and El Maghraby for Investment and Development S.A.E. (41,88 %). Dahinter folgt die Arab African International Bank (12,98 %). Yaseen Ibrahim Lotfi Mansour hält 7,49 % der Aktien.

## Geschichte
Das Unternehmen wurde 1997 als Etihadeya von Yasseen Mansour gegründet. Palm Hills Developments S.A.E.  wurde unter diesem Namen 2005 gegründet. 2006 erfolgte der Börsengang an der Kairoer Börse.  Yasseen Mansour fungiert bis heute als Aufsichtsratsvorsitzender und hat das Unternehmen von einem Einzelprojektunternehmen zu dem führenden Immobilienunternehmen Ägyptens geführt.